# Младен Червеняков
Младен Петров Червеняков е български политик от БСП.

## Биография
Син е на един от основателите на гръдната хирургия в България – проф. Петър Червеняков.
През 1978 година завършва Софийския университет със специалност „Право“. От 1980 до 1992 г. работи в прокуратурата. Между 1992 и 1994 г. е адвокат към Софийската адвокатска колегия.
В периода 1995 – 1997 г. е министър на правосъдието в правителството на Жан Виденов. От 1998 до 2006 г. е председател на организацията на БСП в София. От 2006 е член на Висшия съвет на БСП.
В периода 2014 – 2018 г. е посланик на България в Черна гора.